# Macrotoma natala
Macrotoma natala är en skalbaggsart som beskrevs av Thomson 1860. Macrotoma natala ingår i släktet Macrotoma och familjen långhorningar.
Artens utbredningsområde är:
- Angola.
- Kenya.

Inga underarter finns listade i Catalogue of Life.